# Dolná Streda
Dolná Streda es un municipio del distrito de Galanta en la región de Trnava, Eslovaquia, con una población estimada a final del año 2024 de 1778 habitantes.
Se encuentra ubicado en el centro-sur de la región, en la depresión danubiana y cerca del río Váh (cuenca hidrográfica del Danubio) y de la región de Bratislava.

## Demografía
| Año        | 1994 | 2004    | 2014    | 2024     |
| ---------- | ---- | ------- | ------- | -------- |
| Población  | 1255 | 1374    | 1482    | 1778     |
| Diferencia |      | +9,48 % | +7,86 % | +19,97 % |

| Año        | 2023 | 2024    |
| ---------- | ---- | ------- |
| Población  | 1790 | 1778    |
| Diferencia |      | −0,67 % |